# Beskidy Pokucko-Bukowińskie
Beskidy Pokucko-Bukowińskie (522.16) – pasmo górskie na zachodniej Ukrainie i w północnej Rumunii, w Karpatach Wschodnich, rozciągające się na wschód od Prutu, aż po Suczawę.
Północna część pasma w polskiej literaturze turystycznej jest określana jako Beskid Huculski.
Najwyższym szczytem jest Rotyło (1483 m n.p.m.).